# Pivoine et Pissenlit
Pivoine et Pissenlit est une série télévisée d'animation luxembourgeoise pour la jeunesse, comprenant 26 épisodes de 6 minutes, créée en 1994 et diffusée à partir du printemps 1995 sur France 3, dans Elastok sur La Cinquième et Canal J. Aujourd'hui, la série animée n'est plus diffusée.                

## Synopsis
Pivoine est une petite fille espiègle qui vit et travaille dans le jardin de avec son grand-père Papilou avec son chat Pissenlit. Elle découvre les mille petits secrets de l'univers des fleurs, des insectes et des oiseaux. Cherchant à s'occuper de mille façons différentes avec son chat dans le jardin, son domaine de prédilection, elle finit toujours par demander à Papilou de l'aide ou un conseil en lien avec l'univers du jardin. Les épisodes sont accompagnés de séquences de travaux pratiques.

## Épisodes
01. La chasse aux pucerons
02. La salade de Pissenlit
03. La pie voleuse
04. Il était un petit navire
05. Le bout de bois magique
06. La chasse au trésor
07. Les œufs de Pâques
08. Confiture et marmelade
09. Marrons et châtaignes
10. Les petits voyageurs de l'automne
11. Une maison sur le dos
12. Les bulbes
13. L'apprentie sorcière14. La station météo
15. Les parfums de l'été
16. Les visiteurs mystérieux
17. Pas si mauvaise herbe que ça
18. Qui a mangé les fraises?
19. Les abeilles
20. Sous la pleine lune
21. La charmeuse de papillons
22. Pic le hérisson
23. Les écureuils
24. Le restaurant des oiseaux
25. L'arbre à frites
26. Le Noël de Pivoine

## Fiche technique
- Musique : Jano Linster
- Réalisation : Michel Molnar
- Scénario : Éléonore Lepièce, Claudine Loreaux

## Distribution
- Cyril Artaux : Pissenlit
- François Jaubert : Papilou
- Charlyne Pestel : Pivoine